# Rugby Brescia
El Rugby Brescia es un club italiano de rugby de la ciudad de Brescia, fundado en 1928, que milita en la segunda competición italiana, la Serie A, y que tiene en su palmarés 1 título de liga.
El club se fundó en el año 1928 con el nombre de XV Leonessa Brescia, y siendo uno de los 6 clubs participantes en la primera edición de la Liga Italiana de Rugby. En los años siguientes el club cambió su nombre a US Rugby Brescia, y con ese nombre militó varias temporadas en la máxima categoría italiana hasta que en la temporada 1974/75 se hizo con su primer y único título de campeones.
En el año 2001 Rugby Brescia se fusiona con el Rugby Rovato, y al club resultante se le llamó Rugby Leonessa 1928. Poco después la nueva formación asciende al Super 10, en el que participa durante 2 temporadas, 2003/04 y 2004/05, para luego volver a la serie A. En el año 2008 el club Rugby Leonessa 1928 se disolvió, vendió los derechos deportivos de su primer equipo para competir en la serie A al Amatori Milano. 
Desde la temporada 2008/09 el Rugby Brescia vuelve a competir como club independiente, partiendo de la serie A2 (tercera división). Ese año logra el ascenso a la serie A (segunda división italiana), en la que participa en la temporada 2009/10, logrando la permanencia.
En la temporada 2010/11 el club volverá a competir en la serie A, con rivales de la talla de Amatori Milano (18 ligas), Rugby Calvisano (2 ligas) o Fiamme Oro (5 ligas) entre otros.

## Títulos
- Liga Italiana de Rugby = (1) 1974-75